# Alberto Weretilneck
Alberto Edgardo Weretilneck (El Bolsón, 11 de octubre de 1962) es un político argentino oriundo de la provincia de Río Negro. Se desempeñó como gobernador desde el 1 de enero de 2012 hasta el 10 de diciembre de 2019 por el Partido Justicialista. Ejerce su tercer mandato tras haber sido electo para el período 2023-2027 por Juntos Somos Río Negro. Ocupó una de las tres bancas de su provincia en el Senado de la Nación.

## Biografía
En 1999 es designado por el intendente de Cipolletti Julio Arriaga, secretario de gobierno. En 2003 asumió la Intendencia de Cipolletti, donde fue reelecto en  2007 hasta 2011. 
En las elecciones del 25 de septiembre de 2011 fue elegido vicegobernador de la provincia de Río Negro como compañero de fórmula de Carlos Soria, cargo que asumió ese 10 de diciembre.
El 1 de enero de 2012 al ser Soria asesinado por su esposa tras veintidós días de mandato, Weretilneck lo reemplazó.
El 14 de junio de 2015 fue elegido Gobernador con Juntos Somos Río Negro. Luego de ejercicio por casi 8 años, accedió al Senado de la Nación, donde asumió el 10 de diciembre de 2019 por el mandato 2019-2025 pero renunció para volver como gobernador el 10 de diciembre de 2023
El 16 de abril de 2023 fue elegido de nuevo como gobernador de provincia de Río Negro.
El 6 de diciembre de 2023 presentó su renuncia como senador nacional, que fue aceptada por la Cámara alta. Su lugar lo ocupó Mónica Silva. Juró el 10 de diciembre y asumió su tercer mandato. Es el primer rionegrino en gobernar durante tres períodos.

## Gobernación

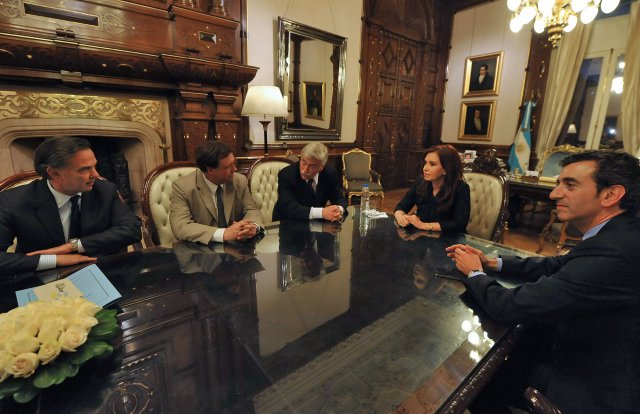
Weretilneck con su predecesor Carlos Soria, el senador nacional Miguel Ángel Pichetto, la presidenta Cristina Fernández de Kirchner y el ministro del interior Florencio Randazzo.

Weretilneck asumió el 3 de enero de 2012, con una ceremonia en la ciudad de Viedma, capital de la provincia; en cumplimiento del Artículo 180, Inciso 2 de la Constitución de la Provincia.
Su gobierno se ha caracterizado en los primeros meses por la búsqueda apoyo de los peronistas aliados al sector que lideraba Carlos Soria y se alejó del resto del Partido Justicialista (pichettismo). Conformó alianzas con parte de la Unión Cívica Radical, lo que generó malestar en el oficialismo. 
Se produjeron cambios dentro del Superior Tribunal de Justicia y se promulgó una nueva Ley de Educación. Pavimentaron las rutas 3 y 251. Se ha dado impulso a los planes de viviendas financiados por el Estado Nacional, para la construcción de 2600 viviendas.
Durante su mandato, construyeron la Costanera Sur de Viedma, en la que se invirtieron dos millones de pesos. Se llevó a cabo la refuncionalización del Puente Ferrocarretero, que implicó más de mil metros de cordón, 3400 metros cuadrados de asfalto, 900 m² de cuadros de veredas. Se construyó la Escuela Primaria 65 “Lucerinta Cañumil” bajo la modalidad intercultural bilingüe mapuche-español.
En 2014 inauguró la Escuela Primaria de Jornada Extendida n.° 374, de casi 2.000 metros cuadrados, que demandó una inversión de 15 millones de pesos. En dos años de gestión se inauguraron 22 escuelas primarias con edificios nuevos, salones y ampliaciones.[cita requerida] Además se extendió la jornada escolar en 147 escuelas primarias que benefician a más de 17.000 chicos que las disfrutan.

### Reducción del gasto público
El 28 de febrero de 2014 en un video publicado en las redes sociales Weretilneck anunció que lanzaría un paquete de medidas con el objetivo de reducir el gasto de la provincia. Una semana después, por intermedio también de redes digitales, comunicó los 12 puntos en los que consistiría el plan, como la reducción en 22 millones de pesos en los gastos de pasajes y viáticos del poder ejecutivo provincial, suspender todos los ingresos de personal a la administración pública provincial.

### Reelección
En 2015, Weretilneck fue reelecto por una amplia victoria sobre Miguel Pichetto, con un 52% de los votos emitidos. El gobernador, sin apoyo de referentes nacionales.

### Plan Castello
El gobernador envió un proyecto a la Legislatura rionegrina con el fin de avanzar con la toma de deuda por 580 millones de dólares, dando como garantía todas las formas en que se distribuye la coparticipación, cualquier recurso de origen provincial sin afectación específica, y/o regalías hidroeléctricas, mineras, de petróleo y/o gas y/o el canon extraordinario de producción y/o recursos propios de libre disponibilidad, u otro tipo de activos o flujos que disponga el Poder Ejecutivo Provincial, o sea casi todo el patrimonio, y a “tasas variables”, fija o mixta, amortizables entre 6 y 12 años. El 90% queda en la provincia, para destinarlo a “obras de infraestructura” y el restante  10% a los municipios y Comisiones de Fomento, para obras y bienes de capital, mitad por coparticipación *ley 1946 y resto por partes iguales. En mayo de 2017, la Legislatura aprobó este proyecto y lo convirtió en ley, con el apoyo de 35 de los 46 legisladores presentes, incluso aquellos que responden al senador Miguel Pichetto.
Producto de la devaluación que llevó el gobierno nacional de Cambiemos, 19 de los 22 municipios rechazaron el crédito del plan Castello. A mediados de 2018, había cuatro obras en ejecución del Plan Castello, sólo con una inversión superior a los 855 millones de pesos. Las construcciones en marcha son el Polo Tecnológico de Bariloche, la repavimentación de la Ruta 2, la estación transformadora de Cipolletti y el plan director de saneamiento de la localidad de Luis Beltrán.